# 張英 (清)
張 英（ちょう えい、? - 1708年（康熙47年））は、清の政治家。字は敦復、号は圃翁。安徽省安慶府桐城県の出身。次男は雍正年間の大学士の張廷玉。
| 姓名           | 張英                      |
| 読み・ピンイン | ちょう えい〔Zhāng Yīng〕 |
| 時代           | 清                        |
| 生没年         | ? - 1708年（康熙47年）    |
| 字・別号       | 字：敦復、号：圃翁        |
| 出身地         | 安徽省安慶府桐城県        |
| 職官           | 文華殿大学士兼礼部尚書    |
| 爵位・号等     | -                         |
| 陣営・所属等   |                           |
| 家族・一族     | 次男：張廷玉              |

## 詩作
禮讓
千里修書只爲牆，

讓他三尺有何妨。

長城萬里今猶在，

不見當年秦始皇。

千里　書を修すは　　只だ牆の爲，

他（かれ）に　三尺を讓るも　　何ぞ妨（さまた）げ有らんや。

長城　萬里　　今　猶ほ在るも，

見えず　當年の 秦始皇。

経緯：郷里で屋敷の境界を繞っての諍いがあり、都で官員になっている張英に、掩護を求めてきた。それに対しての返事の詩。この詩の意を解した郷里では、塀を三尺さげた。その行為に対して、隣家でも塀を三尺後退させた。結果、道幅は幅広い一丈六尺となり、その徳行が称えられたという、故事の詩。今はこのところが六尺巷と言われている。
訳註：

※千里修書只爲牆：はるばると手紙を書いて（寄こした）のは、ただ土塀のためだけ（だったのか）。　・千里：長大な距離をいう。はるばると。　・修書：手紙を書く。　・只：ただ…だけ。　・爲：…のため。　・牆：かきね。土塀。

※讓他三尺有何妨：そちらさんに一メートルばかり譲るのが、いったいどのような妨（さまた）げとなるのか。いったい、どんな困ることがあるというのか。　・讓：ゆずる。　・他：彼。三人称。　・三尺：約1メートル。清代の1尺は、32cm。　・有何妨：いったいどのような妨（さまた）げとなるのか。どんな困ることがあるというのか。　・妨：妨（さまた）げ。じゃま。

※長城萬里今猶在：長城の万里（の規模）は、今もなお存在しているが。　・長城：万里の長城。　・萬里：果てしもない長さ。　・猶：なおも。今に到るまでずっと。　・在：存在している。

※不見當年秦始皇：（それを造った）そのかみの秦の始皇帝の姿は見えなくなっている。万里の規模を造れる者でさえ、人の営みははかないものなのだ。ましてや、僅かな土塀で愚かしいことを言うな。　・不見：いなくなる。　・當年（たうねん）：往時の。当時の。その頃の。そのかみの。　・秦始皇：秦の始皇帝。ここでは､万里の長城を築いた者の意で使われている｡